# Moste (Ljubljana)
Moste (deutsch: Brücken) ist der Stadtbezirk 7 der slowenischen Hauptstadt Ljubljana.
Er ist nach der ehemaligen Ortschaft Moste (Brücken) benannt, welche 1935 in die Stadt Ljubljana eingemeindet wurde.
Der Stadtbezirk liegt zwischen den Bezirken Center im Westen (Grenze: Bahnstrecke nach Novo mesto), Golovec im Süden (bis zum Gruberkanal), Jarše im Norden (Grenze: Bahnstrecke nach Ljubljana-Zagreb) und Polje im Osten (bis zur Umgehungsstraße).
Der Bezirk umfasst fünf Siedlungen: Kodeljevo, Moste, Selo, Nove Fužine und Studenec, mit einer sehr unterschiedlichen Bebauung. Es existieren sowohl typische Blocksiedlungen als auch Einzelbebauung und sogar Bauernhöfe.

## Geschichte
Der Name Moste ist erstmals Anfang des 14. Jahrhunderts belegt als Prukke und dorf ze Pruk.

## Straßen, Wege und Plätze
Folgende Straßen und Plätze findet man in dem Stadtbezirk oder in unmittelbarer Nähe:
- Chengdujska cesta
- Fužinska Pot
- Gortanova ulica
- Grablovičeva ulica
- Hradeckega cesta
- Kajuhova ulica
- Koblarjeva ulica
- Ob Ljubljanici
- Park Antona Codellija
- Partizanska ulica
- Poljanska cesta (angelegt 1876 als Polanastraße, verläuft vom Krek-Platz bis Hradeckega cesta)[6]
- Povšetova ulica
- Studenec
- Zaloška cesta

## Bauwerke

### Brücken
- Brv pri Brodarjevem trgu
- Brv pri Mrtvaškem mostu
- Brv pri Preglovem trgu
- Brv pri stari elektrarni
- Codellijev most[7]
- Fužinski most (Fužine-Brücke)
- Most Harfa (Autobahnbrücke Ljubljana-Moste)
- Most na Ljubljanici
- Moste-Brücke
- Streliška brv[8]

### Gebäude

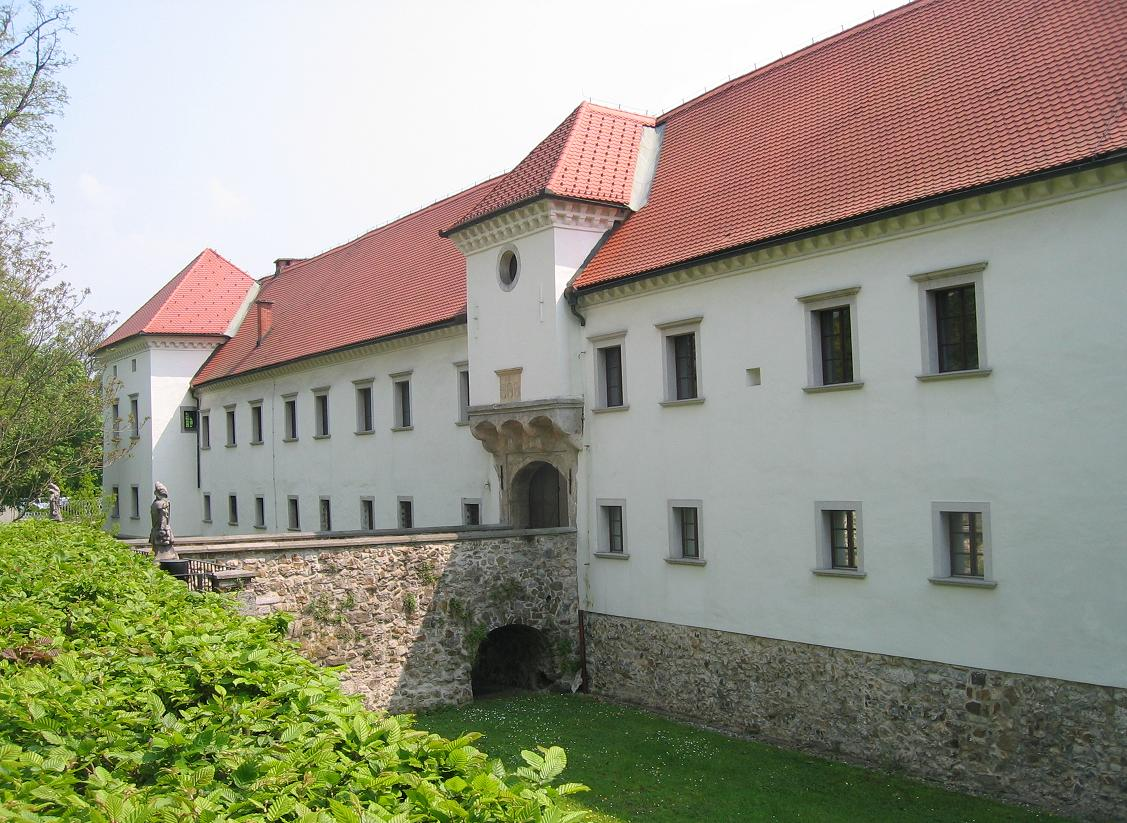
Schloss Fužine, Moste

- Grad Fužine
- Grad Kodeljevo

## Sehenswürdigkeiten

### Museum für Architektur und Design
Das Museum für Architektur und Design (Muzej za arhitekturo in oblikovanje – MAO) im Schloss Kaltenbrunn (Grad Fužine) ist eines der ältesten Museen für Architektur und Design in Europa. Als slowenisches Nationalmuseum ist es in den Bereichen Architektur, Städtebau, Industrie- und Grafikdesign sowie Fotografie tätig. Das Museum hat seinen Sitz im Schloss Fužine, dem einzigen erhaltenen Renaissance-Schloss in Ljubljana.